# Ragnhild Aamodt
Ragnhild Margrethe Aamodt (Sarpsborg, 9 settembre 1980) è un'ex pallamanista norvegese.
Con la maglia della nazionale norvegese ha vinto l'oro olimpico ai Giochi di Pechino 2008.

## Palmarès

### Nazionale
- Oro olimpico: 1

Pechino 2008
- Campionato mondiale

 Argento: Francia 2007
- Campionato europeo

 Oro: Ungheria 2004
 Oro: Svezia 2006
 Oro: Macedonia 2008

### Individuale
- Migliore ala destra del campionato danese: 3

2003-2004, 2006-2007, 2007-2008